# مارك هاتفيلد
مارك هاتفيلد Mark Hatfield (ولد في يوليو 1922 – ومات في 7 أغسطس 2011) سياسي أمريكي جمهوري. كان نائبا في الكونغرس عن ولاية أوريغون لمدة ثلاثين عاما، ورئيسا للجنة المخصصات بمجلس الشيوخ. كما انتخب حاكما لولاية أوريغون من عام 1959 حتى 1967.
تخرج من جامعة ولاميت ثم خدم في الجيش الأمريكي خلال الحرب العالمية الثانية في مسرح عمليات المحيط الهادئ. وبعد الحرب حصل على شهادة عليا من جامعة ستانفورد، ثم عمل مدرسا.